# Beskidy Pokuckie
Beskidy Pokuckie również Beskidy Huculskie – pasmo górskie w Karpatach, na Ukrainie, północno-zachodnia część Beskidów Pokucko-Bukowińskich. Obszar położony pomiędzy dolinami Prutu i Czeremoszu. Od zachodu graniczą z Gorganami, od wschodu z Beskidami Bukowińskimi, od południa z Czarnohorą i Połoninami Hryniawskimi. Od północy obszar wyznaczają doliny Prutu i Czeremoszu. Najwyższym szczytem jest Rotyło (1485 m n.p.m.)
Pasmo zbudowane z fliszu składa się z równoległych pasm porozdzielanych dolinami rzek. Przeważają lasy bukowe i bukowo-świerkowe, w wyższych partiach połoniny. Dawniej na tym obszarze wydobywano złoża ropy naftowej, gazu, soli, węgla brunatnego i rud żelaza.